# Kolya Yepranosyan
Kolya Yepranosyan (29 ottobre 1975) è un ex calciatore armeno, di ruolo centrocampista.

## Carriera

### Club
Ha giocato nella massima serie armena con Shirak Giumri e Spartak Erevan.

### Nazionale
Con la Nazionale armena ha giocato 2 partite: una nel 1998 e l'altra nel 2001.